# Ommatius parvulus
Ommatius parvulus là một loài ruồi trong họ Asilidae. Ommatius parvulus được Schaeffer miêu tả năm 1916. Loài này phân bố ở vùng Tân Bắc giới.